# 丹斯公园球场
丹斯公园球场（英語：Dens Park），因贊助商關係官方名稱為基爾馬克球場（英語：Kilmac Stadium），是蘇格蘭足球隊邓迪的主場，容量為11,775人。球會宿對邓迪联主場坦納迪斯公園球場僅離丹斯公園球場183米。

## 歷史

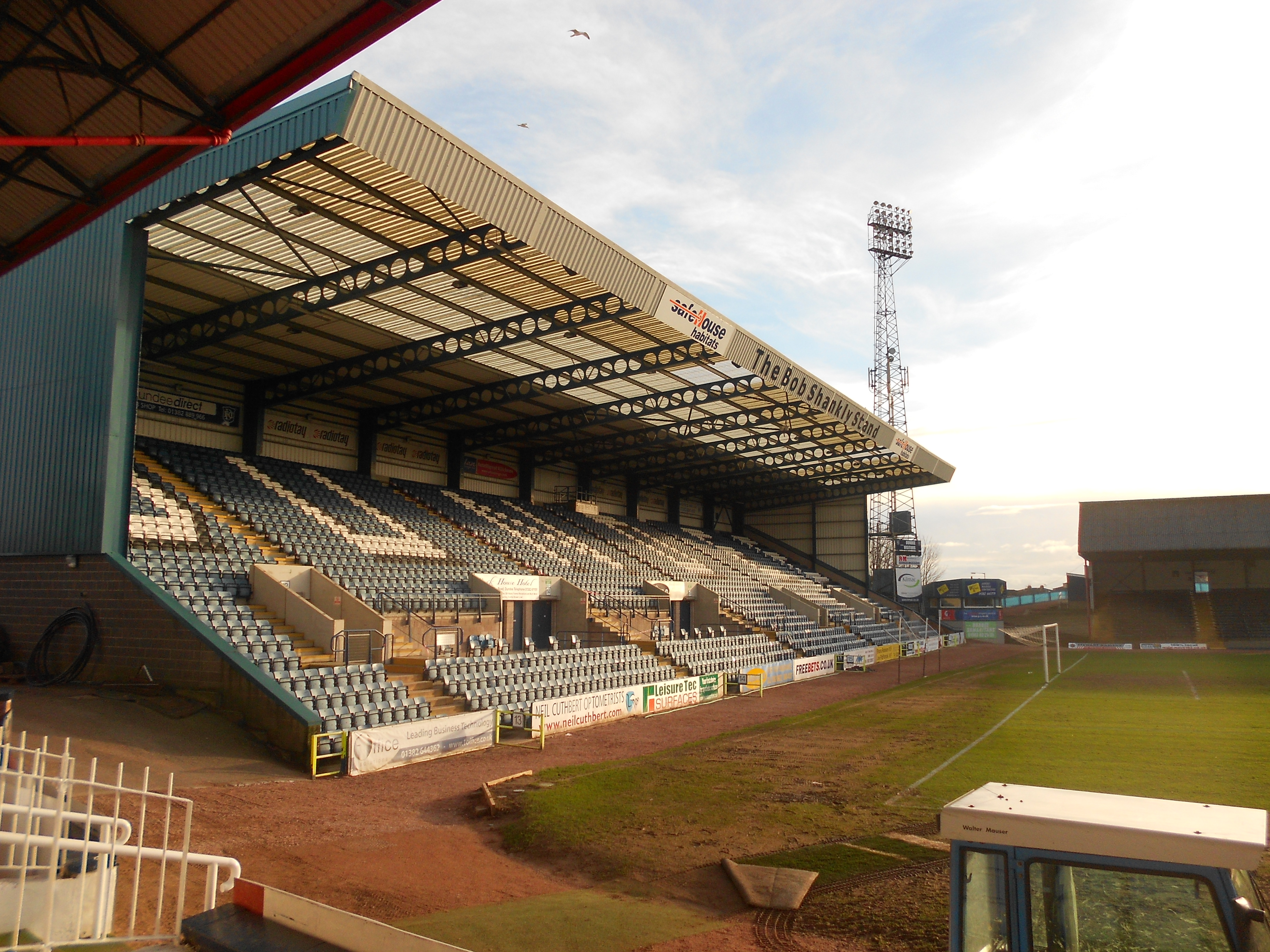
鲍勃·尚克利看台

1899年，鄧迪把主場從卡羅萊娜港球場搬到這裡。
鄧迪經歷了1998/99成功的球季後，丹斯公园球场需要重新發展以遵循新的蘇格蘭足球超級聯賽座位指引，球場東和西看台需要重新發展。巴爾體育場建築公司（Barr Stadium Construction）負責移除東和西看台的座位，並建造一個新的，各3,000座位的看台。新看台只花了82天便完工，以迎接1999/00賽季。位於球場另外兩側的是鲍勃·考克斯和鲍勃·尚克利看台，後者通常招待客場球迷。此外亦建造了新的球會商店和售票處。地下發熱裝置亦在2005年安裝。
球場曾兩次成為蘇格蘭聯賽盃決賽場地，及在2007年11月25日首次成為蘇格蘭挑戰盃場地，亦曾三次舉行蘇格蘭代表隊國際賽事，是市內僅有兩個球場享有此榮譽，另一曾舉行國際賽事球場則為卡羅萊娜港球場。2008年，球場被評為蘇格蘭足球甲級聯賽最佳球場。球場最高觀眾紀錄是1953年2月7日蘇格蘭足總盃對流浪者的比賽，入場人數為43,024人。
2007年，丹斯公园球场與伯斯的邁克蒂安米德公園球場一同成為歐洲U-19足球錦標賽菁英資格賽的比賽場地。蘇格蘭、葡萄牙、土耳其和喬治亞在4月23至28日一起爭奪歐洲U-19足球錦標賽決賽週資格。

## 賽狗

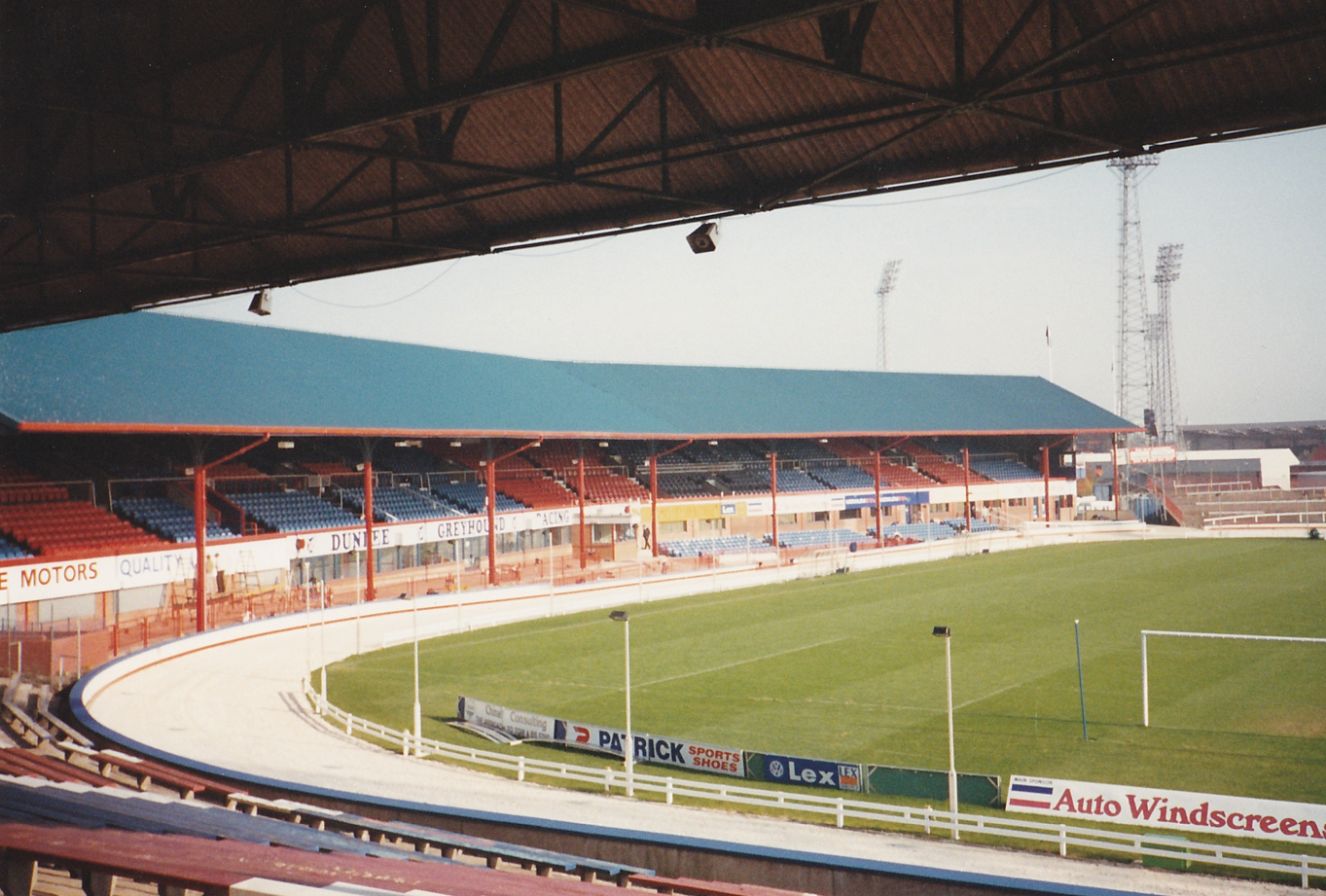
賽狗跑道，c. 1995年

1932年，邓迪足球俱乐部同意把球場租給邓迪賽狗有限公司（Dundee Greyhound Racing Company Ltd）十年，以獲得£2.5萬資金。首場賽狗比場在1932年11月9日舉行。由於賽狗公司清盤，使球場的賽狗比賽在1936年結束。1937年，他們嘗試在附近東克雷吉足球會球場重啟賽狗比賽，但由於民眾抗議而未能成事。
1992年加拿大商人羅恩·迪克森（Ron Dixon）入住球會後，重啟了球場的賽狗賽事。他成立了丹地休憩公司（Dundee Leisure）負責賽狗業務，並獲得許可建立新的賽狗道，停車場，並計劃建造新的看台，會議中心和溜冰場。賽狗賽事在1994年10月21日重啟，但迪克森的計劃並未預期實現，而賽狗業務並在1996年12月11日终結。